# Lumbricillus murmanicus
Lumbricillus murmanicus är en ringmaskart som beskrevs av Finogenova och Streltsov 1978. Lumbricillus murmanicus ingår i släktet Lumbricillus och familjen småringmaskar. Arten har ej påträffats i Sverige. Inga underarter finns listade i Catalogue of Life.